# 長澤優芽
長澤 優芽（ながさわ ゆめ、1993年4月6日 - ）は、神奈川県出身の女子サッカー選手。ポジションはディフェンダー。

## 来歴

### クラブ
日テレ・メニーナから、2012年にスフィーダ世田谷FCに入団。
その後、岡山湯郷Belle、ASハリマアルビオンなどでプレーし、2024年からスペランツァ大阪に移籍した。

### 代表
日テレ・メニーナ在籍時の2010年8月に、U-17女子ワールドカップに臨むU-17日本代表に選出された。大会ではグループステージ2試合にフル出場し、その後、準決勝、決勝にも途中出場した。

## 代表歴
- U-17日本代表
  - 2010 FIFA U-17女子ワールドカップ; 準優勝（4試合出場）